# Miguel Ángel Álvarez Arias
Miguel Ángel Álvarez Arias, més conegut com a Míchel, és un exfutbolista gallec. Va nàixer a Lugo el 29 de setembre de 1975. Ocupava la posició de defensa.

## Trajectòria
Comença a destacar al juvenil del CD Lugo. El 1994 és fitxat pel CD Logroñés, que l'incorpora al seu filial. Tot i això, disputa un encontre amb el primer equip a la màxima categoria, en la temporada en la qual els riojans són cuers de primera divisió.
El 1996 retorna a Galícia per militar al filial del Deportivo de La Coruña. Sense possibilitat de pujar al primer equip, la temporada 98/99 fitxa pel CD Lugo.
L'any 2000 recala a l'Endesa As Pontes, i la campanya posterior, al Betanzos CF, on roman dos anys. La 03/04 la milita al Bergantiños FC, equip al qual retorna el 2008, després de quatre temporades formant per al Laracha CF. Mitjada la campanya 09/10 es retira a causa d'una lesió.

## Referència
1. ↑  «Adios al oficial con modales de caballero» (en castellà).  La Voz de Galicia, 19-01-2010. [Consulta: 31 gener 2024].